# Ижорец (хоккейный клуб)
«Ижо́рец» — команда по хоккею с шайбой, существовавшая в городе Колпино, входящем в состав Санкт-Петербурга (ранее Ленинграда), и поэтому указываемая ленинградской (петербургской) командой.
Был создан в 1980 году на базе хоккейной команды «Ижорец» организованного в 1963 году спортивного клуба Ижорских заводов. Ещё до создания спортклуба заводская команда выступала в чемпионате Ленинграда, начиная с 1948 года.
Первые годы ХК «Ижорец» играл в Западной зоне второй лиги чемпионата СССР (сезон 1980/1981 — 15 место, 1981/1982 — 10, 1982/1983 — 3 место и 3 место в переходном турнире, что позволило перейти в 1 лигу). В сезоне 1983/1984 в 1 лиге команда стала 9-й. В следующем сезоне турнир проводился в 2 этапа: на первом команда стала 12-й, на втором — 11-й). В 1985 году старшим тренером команды стал Николай Пучков, до этого неоднократно возглавлявший ленинградский СКА. Под его руководством клуб в сезоне 1985/1986 стал пятым в Западной зоне 1 лиги на первом этапе турнира и седьмым на втором.
В сезоне 1986/1987 клуб был 9 на первом этапе в Западной зоне, и 4 на втором, проводившемся с участием трёх лучших команд 2 лиги. Сезон 1987/1988 клуб закончил на 6 месте в первой лиге. В сезоне 1988/1989 клуб выступил неудачно и вернулся во 2 лигу.
Последнее десятилетие двадцатого века стало очень сложным в истории клуба. Его турнирное положение год от года ухудшалось. После отказа от финансирования клуба Ижорских заводов, клуб поддерживали частные источники. В последний год существования, в сезоне-2003/2004, команда выступала под названием «Локомотив», в 2004 году её не стало. В Колпино сохранилась одноимённая детско-юношеская спортивная школа, команды которой разных возрастов выступают под историческим названием.